# Peter Brouwer
Peter Brouwer (ur. 18 listopada 1945 w Hardford) – amerykański aktor filmowy, teatralny i telewizyjny.

## Wybrana Filmografia
- 1980: Piątek Trzynastego jako Steve Christy
- 1981: Piątek Trzynastego II jako Steve Christy
- 2001: American Dise jako Profesor Rosenstein
- 2009-2010: Wszystkie moje dzieci jako Judge Robinson
- 2011: Arthur jako Licytator

## Życie Prywatne
Poślubił Cindy K. Veazey z którą miał córkę Annę Elizabeth Le Mon (ur. 1981)